# 가모촌 (돗토리현 사이하쿠군)
가모촌(加茂村)은 돗토리현 사이하쿠군에 설치되었던 촌이다. 현재의 요나고시에 해당한다.

## 역사
- 1889년 10월 1일 - 정촌제 시행에 의해 아이미군 가모촌이 성립하였다.
- 1896년 4월 1일 - 군의 통합에 의해 사이하쿠군에 소속되었다.
- 1936년 7월 15일 - 요나고시에 편입해 폐지되었다.

## 참고문헌
- 角川日本地名大辞典 31 鳥取県
- 『市町村名変遷辞典』東京堂出版、1990年。